# Apostolici Regiminis

Brasão do Papa Leão X

Apostolici Regiminis foi uma bula papal emitida em 19 de dezembro de 1513, pelo Papa Leão X, em defesa da doutrina católica romana relativa à imortalidade da alma.
Seu objetivo era condenar uma dupla doutrina então vigente: que a alma do homem é por natureza mortal e que é a mesma alma que anima todos os homens. Outros, prescindindo do ensino da revelação, sustentavam que essa doutrina era verdadeira de acordo com a razão natural e a filosofia.
Leão X condenou a doutrina em si e sob todos os pontos de vista. Ele se refere à definição do Concílio de Viena (1311) publicada pelo Papa Clemente V (1305-14), que ensinava que a alma é "realmente, por si mesma e essencialmente, a forma do corpo";  e então declara que é por natureza imortal e que cada corpo tem uma alma própria.
Diz-se que esta doutrina fica clara naquelas palavras do Evangelho: “Mas ele não pode matar a alma”, e “aquele que neste mundo odeia a sua alma , preserva-a para a vida eterna”. Além disso, se a doutrina condenada fosse verdadeira, a Encarnação teria sido inútil e não precisaríamos da Ressurreição; e aqueles que são os mais santos seriam os mais miseráveis de todos.
A Bula ordena a todos os professores de filosofia nas universidades que exponham aos seus alunos a verdadeira doutrina e refutem a falsa. Para evitar tais erros no futuro, a Bula torna obrigatório a todos os eclesiásticos, seculares e regulares, nas ordens sagradas, que se dedicam ao estudo da filosofia e da poesia durante cinco anos após o estudo da gramática e da dialética, estudarem também teologia ou direito canônico.